# Rhopalocarpus
Rhopalocarpus je biljni rod iz porodice Sphaerosepalaceae opisan 1846., dio reda Malvales. Sastoji se od 17 vrsta, uglavnom drveća, sve su madagaskarski endemi.
Sphaerosepalum, po kojemu je porodica dobila ime sinonim je za Rhopalocarpus.

## Vrste
1. Rhopalocarpus alternifolius (Baker) Capuron
2. Rhopalocarpus binervius Capuron
3. Rhopalocarpus coriaceus (Scott Elliot) Capuron
4. Rhopalocarpus crassinervius (Capuron) G.E.Schatz, Lowry & A.-E.Wolf
5. Rhopalocarpus excelsus Capuron
6. Rhopalocarpus longipetiolatus Hemsl.
7. Rhopalocarpus louvelii (Danguy) Capuron
8. Rhopalocarpus lucidus Bojer
9. Rhopalocarpus macrorhamnifolius Capuron
10. Rhopalocarpus mollis G.E.Schatz & Lowry
11. Rhopalocarpus parvifolius (Capuron) G.E.Schatz, Lowry & A.-E.Wolf
12. Rhopalocarpus randrianaivoi G.E.Schatz & Lowry
13. Rhopalocarpus similis Hemsl.
14. Rhopalocarpus suarezensis Capuron ex Bosser
15. Rhopalocarpus thouarsianus Baill.
16. Rhopalocarpus triplinervius Baill.
17. Rhopalocarpus undulatus Capuron

## Sinonimi
- Sphaerosepalum Baker